# Mun Bhuridatta
Mun Bhuridatta Kaenkaew detto Ajahn Mun (Luang Pu Mun (หลวงปู่มั่น), Ajahn Mun (อาจารย์มั่น); Ban Khambong, 20 gennaio 1870 – Wat Pa Sutthawat, 11 novembre 1949) è stato un monaco buddhista thailandese.
Ajahn Mun è stato un monaco buddhista thailandese, nella tradizione theravada Dhammayutika Nikaya; è considerato uno dei fondatori della Tradizione della Foresta thailandese. Di origine laotiana, Ajaan Mun è nato nel 1870 a Baan Kham Bong, un villaggio di contadini in provincia di Ubon Ratchathani, Thailandia nord-orientale. Ordinato come monaco buddista nel 1893, trascorre il resto della sua vita errante, attraversando la Thailandia, la Birmania e il Laos. Passa la maggior parte del tempo nella foresta, dove si impegna nella pratica della meditazione. Ha attirato un seguito enorme di discepoli e, insieme al suo maestro, Phra Ajaan Sao Kantasilo Mahathera (1861-1941), ha fondato la tradizione di meditazione detta dei Monaci della foresta thailandese (la tradizione Kammatthana), che in seguito si è diffusa in tutta la Thailandia e in diversi paesi nel mondo. Muore nel 1949 a Wat Suddhavasa, provincia di Sakon Nakhon.

## Biografia

### I primi anni
Ajahn Mun è nato in un villaggio rurale chiamato Baan Kham Bong, Khong Jiam, sulla riva occidentale del fiume Mekong, nella provincia di Ubon Ratchathani, a Nord-est della Thailandia (Isan). Sono regioni che confinano con il Laos e la famiglia di Ajahn Mun è di origini laotiane, di lingua di Kanhaew. Mun era il maggiore di nove figli: otto ragazzi e una ragazza.
È stato ordinato monaco novizio a 16 anni, nel monastero del villaggio di Khambong. Da giovane, ha studiato sui testi buddisti, praticando come novizio per due anni, fino al 1888, quando, richiamato in famiglia dal padre, lascia il monastero.

### La piena ordinazione

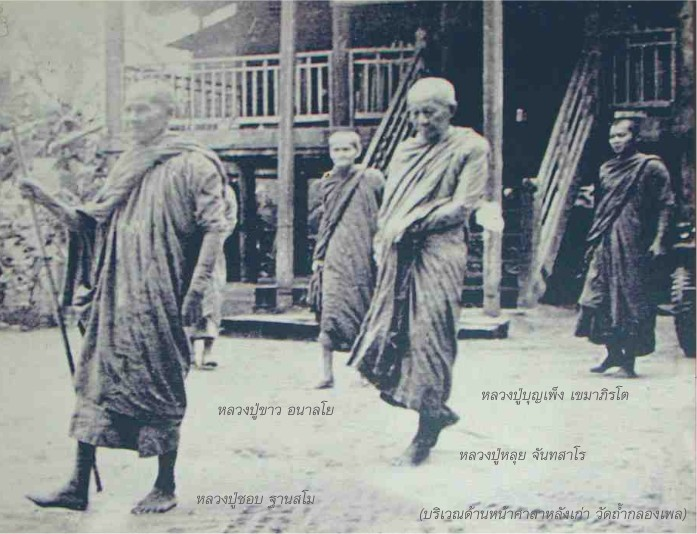
Da sinistra: Ven. Ajahn Chob Thanasamo, Ven. Luangpu Khao Analayo, Ven. Luangpu Louis Candasaro e Ven. Luangpu Bunpeng Khemabhirato. la foto è stata probabilmente scattata di fronte alla vecchia sala di meditazione del monastero Wat Pa NongphueNa Nai a Sakok Nakhon.

Ajahn Mun è stato ordinato monaco all'età di 22 anni, il 12 giugno 1893, nel monastero di Wat Liap, nei pressi di Ubon Ratchatani. Il suo precettore era il Venerabile Phra Ariyakavi. Il suo insegnante era il Venerabile Phra Kru Prajak Ubolguna. A Mun Kaenkaew è stato dato il nome buddista "Bhuridatta" (che significa "benedetto per la saggezza"). Dopo l'ordinazione, Mun ha iniziato a praticare la meditazione con Ajahn Sao del monastero Wat Liap a Ubon, dove ha seguito le tradizioni monastiche del Laos. Ajahn Sao gli ha insegnato un metodo di meditazione per calmare la mente: ripetere mentalmente la parola, "Buddho". Ajahn Sao spesso portava con sé Ajahn Mun nelle fitte foreste lungo il fiume Mekong, dove praticavano assieme. Questa prassi viene chiamata "thudong" in thailandese, un nome che deriva dal termine "dhutanga", che prevede una serie di speciali pratiche ascetiche. Uno dei primi thudong è stato un pellegrinaggio al monastero Wat Aranyawaksi verso Amphoe Tha Bo, nella provincia di Nong Khai. A quel tempo, il monastero Wat Aranyawaksi era in rovina, abbandonato e invaso dalla giungla. In questa prima fase della sua vita monastica, Ajahn Mun trascorse un anno di ritiro nella foresta intorno al tempio.
Nel 1899, Ajahn Mun viene ordinato nuovamente, questa volta nella tradizione del Thammayut Nikaya, una setta riformata tailandese che enfatizza la vita monastica dei discepoli e lo studio delle Scritture. Dopo aver praticato sotto la guida del suo maestro per diversi anni, e con il permesso dei suoi insegnanti, Ajahn Mun intraprende da solo la ricerca di un insegnante, che possa istruirlo sulle pratiche di meditazione più avanzate. Nel corso degli anni successivi, vaga per tutto il Laos, la Thailandia e la Birmania, praticando la meditazione in remote foreste. Ajahn Mun e Ajahn Sao vanno assieme in pellegrinaggio, nel 1905, al santuario Phra That Phanom, per secoli uno dei più sacri centri di insegnamento del Buddhismo Theravada, tra i popoli del Laos.

### Thudong solitario
Ajahn Mun poi inizia da solo, la pratica del monaco errante, spingendosi verso nord, a Sakhon Nakhon, sugli altopiani del Khorat Plateau, lungo il Mekong, sulle montagne del Phu Phan. Oggi, un museo di Ajahn Mun si trova nella residenza di Wat Pa Sutthavat, nella città di Nong Han Luang. Inizia poi a vagare verso Udon Thani, in una regione di foreste selvagge, piena di grotte preistoriche. Continuando il suo pellegrinaggio nei luoghi remoti del Loei, un paese temuto dai popoli Thai, che lo descrivono come "al di là" del mondo. Questo deserto selvaggio, lungo il Mekong, è costituito da montagne inospitali, battute dalle intemperie.

### A Burma
Nel 1911, Ajahn Mun decise di trasferirsi in Birmania alla ricerca di un insegnante di meditazione altamente qualificato, che possa aiutarlo nella sua ricerca dell'illuminazione. Per questo camminava a tappe dal nord-est della Thailandia giù verso Bangkok, attraverso le catene montuose centrali. Secondo Thanissaro Bhikkhu, uno studente del lignaggio di Ajahn Mun: "la sua ricerca durò quasi due decenni e incontrò innumerevoli avversità, mentre procedeva attraverso la giungla del Laos, della Thailandia centrale, e infine in Birmania. Senza mai trovare l'insegnante che cercava. Poco a poco si rese conto che avrebbe dovuto seguire l'esempio del Buddha, assumendo come maestro la natura selvaggia che lo circondava".. Mentre si trova in Birmania visita la pagoda di Shwedagon e di Mawlamyaing, nella Birmania del sud, gli Stati Mon e altri luoghi, dove trascorre il Ritiro delle piogge del 1911. Viene profondamente colpito dalla moralità, dalla generosità, e dalla forte disciplina monastica dei popoli Lun e Shan che incontra in Birmania.

### Ritorno in Thailandia
Nel 1912, Ajahn Mun trascorre la Stagione delle piogge a Wat Sa Pathum (ora conosciuto come Wat Pathum Wanaram) a Bangkok, dove riceve istruzioni e consigli da parte del venerabile Upali di Wat Phra Boromnivasin. Dopo il ritiro delle piogge, si reca a Lopburi dove risiede in varie grotte come quella di Phaikwang, del Monte Khao Phra Ngarm, e di Singho, dove pratica la meditazione intensiva.
Nel 1913, Ajahn Mun vive nella grotta di Sarika presso la Montagna Khao Yai nella provincia di Nakhon Nayok. Durante questo periodo, a 43 anni, raggiunge lo stato di Anāgāmin, secondo la biografia scritta dal suo discepolo Luang Ta Maha Bua. Ajahn Mun trascorre i successivi due o tre anni tra i monti Khao Yai. È ammalato gravemente e rischia di morire. La grotta in cui risiede in questo periodo, è diventata ora un importante luogo di pellegrinaggio.
Nel 1915, Ajahn Mun passa il Ritiro della pioggia, a Wat Sapathum a Bangkok, da cui spesso si dirige verso un vicino tempio, per ascoltare i discorsi di Ajahn Gen, un monaco di alto rango.
Ajahn Mun torna verso i distretti rurali del nord-est della Thailandia. Nel 1918, trascorre il ritiro delle piogge al Wat Burapha, alla periferia della città di Ubon. Rimane in quello stesso monastero anche l'anno successivo. Per i successivi cinque anni cammina attraverso i distretti settentrionali della regione settentrionale dell'Isan: Sakhon Nakhon, Udon Thani, Nong Khai e Loei.
Ajahn Mun viene sempre più riconosciuto come un insegnante molto dotato, e attira un numero crescente di discepoli sia tra i monaci sia tra i laici. Nel 1926, con un gruppo di 70 monaci, parte per un "thudong" verso sud fino al villaggio di Daeng Kokchang, nel Amphoe Tha Uthen, in direzione di Ubon.
Nel 1927 scoppia una polemica contro i monaci erranti. Le autorità monastiche centrali, con sede a Bangkok vogliono imporre riforme volte a standardizzare e centralizzare il Sangha. I praticanti ascetici e in genere tutti i rinuncianti che non risiedono stabilmente in qualche comunità, vengono invitati a rendersi reperibili, diventando membri "produttivi" della società. L'amministrazione monastica è sospettosa nei confronti di questi monaci che vagano per montagne e giungle selvagge, fuori dai confini della civiltà e dai suoi controlli. Ajahn Jan, amministratore della provincia monastica in cui risiedeva Ajahn Mun, ordina alle popolazioni di non offrire più sostegno ai monaci erranti. Molti discepoli di Ajahn Mun vengono fermati, in custodia, dalle autorità civili, con l'accusa di vagabondaggio.
La pressione aumenta e Ajahn Mun è sempre più preoccupato per le usurpazioni che il mondo moderno compie, contro i costumi tradizionali del monachesimo buddhista, in cui si è addestrato per tanti anni. La modernizzazione e il controllo di Bangkok diventano così pesanti che il monaco inizia a pensare di lasciare il suo Paese, per ritirarsi in qualche zona remota.
Nel 1927, Ajahn Mun è a Ubon, dove insegna a monaci e laici nei monasteri di Wat Suthat, Wat Liap e Wat Burapha. Ha preso accordi con la sua anziana madre, e si congeda dalla famiglia perché intende partire verso le regioni delle Pianure Centrali della Thailandia, senza avere una destinazione precisa. Vaga per le terre aride e scarsamente popolate della regione dell'Isan centrale, dorme sotto gli alberi o in ripari occasionali, riceve qualche elemosina dai coltivatori di riso più poveri, che incontra lungo la strada. Quando ha raggiunto le aspre montagne e la giungla di Dong Yen Phaya, tra Sara Buri e Nakhon Ratchasima si rallegra alla vista della meravigliosa flora e fauna che lo circondano.
Nel 1928 trascorre il ritiro delle piogge a Wat Burpha, a Ubon. Poi lascia il Nord est della Thailandia per non tornarvi più, fino agli ultimi anni della sua vita. Prima risiede a Bangkok, poi viaggia verso Chiang Mai e Chiang Rai, dove si ritira in meditazione per i successivi dodici anni. Nel 1929 risiede al monastero Wat Chedi Luang a Chiang Mai, inviato dalle autorità di Bangkok. Quando il suo superiore, Phra Upali muore, Ajahn Mun se ne va, senza informare né i monaci né le autorità religiose. Negli anni successivi, Ajahn Mun si ritira in meditazione sul versante orientale delle montagne Chiang Dao, e passa molto tempo vicino alle grotte di Chiang Dao. Torna al monastero Wat Chedi Luang a Chiang Mai nel 1933. Da qui riparte per la Birmania, verso le aree tribali dei popoli Karen e Shan.
Dal 1932 al 1938, Ajahn Mun pratica la meditazione in foreste e montagne isolate, in solitudine, mantenendo pochi contatti con altre persone. Sono anni di ritiro solitario nel deserto inaccessibile e rappresentano un'esperienza molto significativa nella biografia di Ajahn Mun. Secondo i suoi discepoli, il monaco ha raggiunto la piena illuminazione o lo stato di arahant, proprio durante la sua permanenza tra le tribù delle colline, in una montagna che ha una posizione molto particolare, nelle tradizioni sciamaniche della Thailandia. Trascorre il ritiro delle piogge del 1935 nel villaggio di Makkhao a Mae Pong. Nel 1936 risiede nel villaggio Puphaya fra le tribù delle colline. Poi, l'anno successivo, è a Mae Suai e Chiang Rai, tra le tribù Laui.

### Ritorno in Isan
Nel 1940, all'età di settant'anni, Ajahn Mun inizia il viaggio di ritorno verso l'Isan, la sua terra di origine nel Nord-est della Thailandia, sollecitato dai suoi discepoli più anziani. Prima ha raggiunto Bangkok, poi è andato a nord verso Korat. Qui sosta nella giungla sotto le montagne Nakhon Ratchasima, presso il monastero Wat Pa Salawan. Quando arriva a Udon Thani, verso la fine del 1940, si ferma al tempio Wat Boghisamphon dove l'"abate" è il suo discepolo Chao Khun Dhammachedi. Da lì si recò al monastero Wat Non Niwet, per il ritiro delle piogge.
Dopo il ritiro delle piogge del 1940 vaga ancora nelle campagne nei pressi del villaggio di Ban Nam Khem Nong, rivisitando i paesaggi familiari della sua giovinezza. Anche all'età di settant'anni, è in grado di prendersi cura di se stesso e di muoversi nei luoghi più selvaggi. Nel 1941 trascorre il ritiro delle piogge al monastero Wat Nan Niwet a Udon Thani. Dopo le piogge si reca a Sakhon Nakhon e prima risiede al monastero Wat Suddhawat. Si trasferisce poi a un piccolo monastero della foresta, chiamato Pheu Pond, vicino al villaggio di Ban Na Lun Pheu, in una giungla molto remota, a tre o quattro ore di cammino dal villaggio più vicino. Oggi viene chiamato Wat Pa Bhuridatta in onore di Ajahn Mun.
Ajahn Sao Kantasilo Mahathera, il primo maestro di Ajahn Mun, muore nel 1942. Ajahn Mun si trasferisce in una zona ancora più remota della foresta. A 75 anni, Ajahn Mun decide di stabilirsi in modo permanente nel suo romitaggio di Pheu Pond, nel cuore della foresta, sulle montagne di Phu Phan, vicino a Nakhon Sakhon. Ormai gli sono rimaste poche forze, e non riesce più a vagabondare per la foresta. Ajahn Mun muore nel 1949 al monastero Wat Suddhavasa a Sakhon Nakhon. Ha avuto un enorme seguito di studenti e, insieme al suo maestro Ajahn Sao, è considerato il fondatore di un ramo della Tradizione della Foresta Thailandese Kammatthana attualmente seguita in tutta la Thailandia e in diversi Paesi del mondo.

## Meditazione nella foresta
La pratica di Ajaan Mun era solitaria e rigorosa. Ha seguito il Vinaya fedelmente, e ha anche osservato molti di quelli che sono conosciuti come i tredici classici dhutanga, o pratiche ascetiche, come ad esempio vivere di elemosine, indossare abiti di stracci, abitare nella foresta e mangiare solo un pasto al giorno. Cercando luoghi appartati nella natura selvaggia della Thailandia e del Laos, ha evitato le responsabilità della vita monastica, passando lunghe ore del giorno e della notte in meditazione. Nonostante la sua natura solitaria, ha avuto un grande seguito di discepoli, disposti a sopportare le difficoltà della vita della foresta, per poterlo seguire.
Una nuova biografia, rivista, di Ajaan Mun, scritta da Ajaan Maha Boowa, è disponibile al Wat Pah Baan Taad. Per maggiori informazioni su Ajaan Mun e la storia della tradizione Kammatthana, si veda il saggio "Le abitudini dei Nobili", di Thanissaro Bhikkhu.